# دور از اینجا (مستند داستانی)

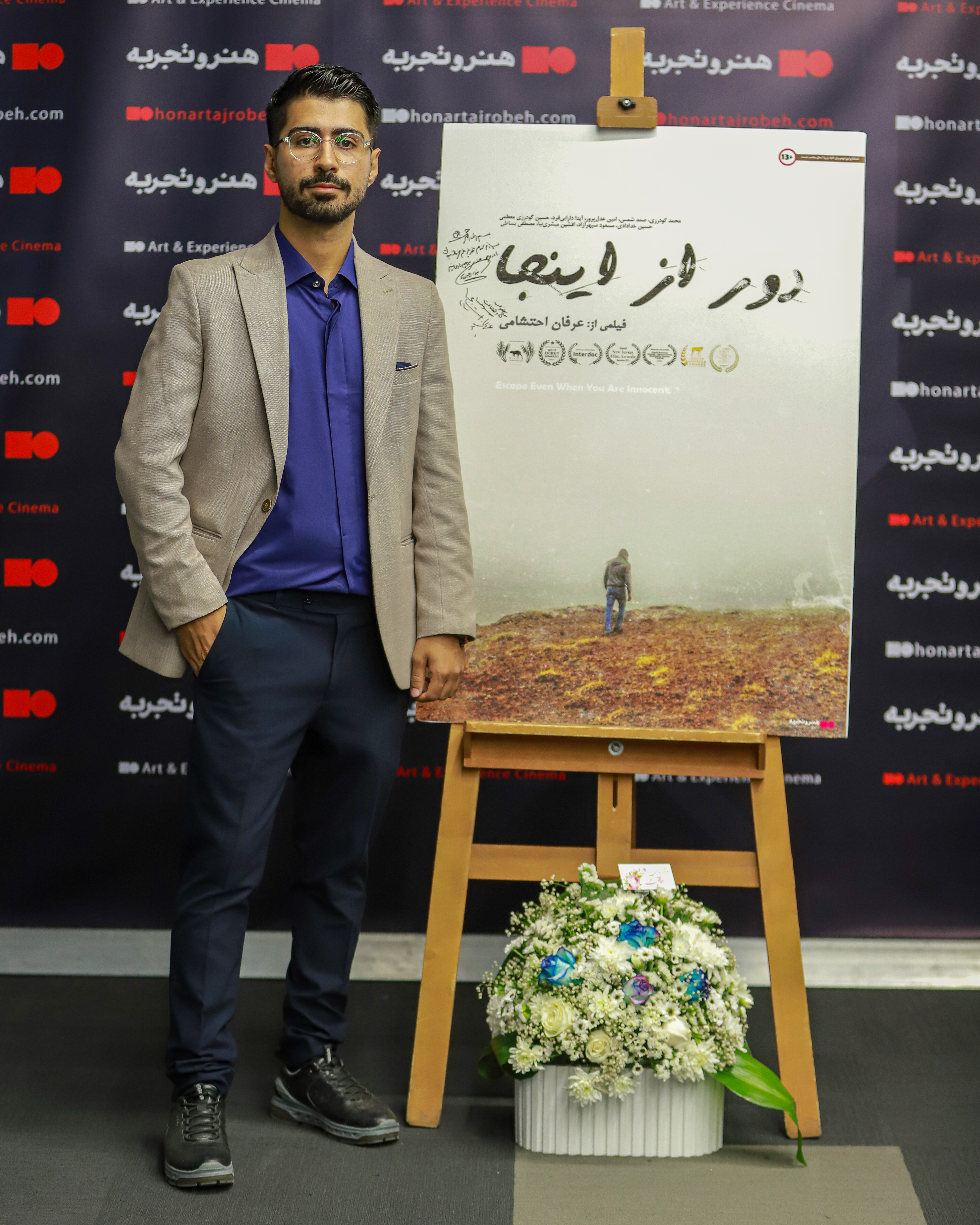
عرفان احتشامی در مراسم امضای پوستر فیلم «دور از اینجا» – خرداد ۱۴۰۴

دور از اینجا فیلمی ایرانی در ژانر مستند داستانی به نویسندگی و کارگردانی عرفان احتشامی است که در سال ۱۳۹۸ تولید و در ۴ خرداد ۱۴۰۴ با حمایت گروه هنر و تجربه به‌صورت اکران خصوصی در پردیس سینمایی چارسو به نمایش درآمد.

## خلاصه داستان
داستان درباره مردی است که در کوه‌های بروجرد به دنبال گنجی ناشناخته است. در این مسیر، پیرمردی از اهالی روستا به او هشدار می‌دهد که «بیابان مثل اتاق‌خواب نیست»، اما در نهایت نشانی تپه‌ای را به او می‌دهد. داستان فیلم از زاویه‌ای انسانی، مستندوار و محلی، روند این جست‌وجو را روایت می‌کند.

## عوامل تولید
- کارگردان: عرفان احتشامی
- نویسنده: مرتضی عبادی‌پور
- تهیه‌کننده: محمد احتشامی
- فیلم‌بردار: علی احتشامی
- تدوین: عرفان احتشامی
- بازیگران:امیرعدل پرور، محمد گودرزی، حسین گودرزی معظمی، حسین خدادادی، صمد شمس، آیدا دارابی‌فرد، سهراب انصاریان

## جوایز و حضورهای بین‌المللی
دور از اینجا در چندین جشنواره بین‌المللی حضور داشته و موفق به دریافت جوایز زیر شده‌است:
- سیزدهمین جشنواره فیلم مستقل برزیل (BIMIFF) – دسامبر ۲۰۲۱
  - بهترین فیلم
  - بهترین کارگردانی
  - بهترین بازیگر نقش اول مرد
  - منبع – خبرگزاری ایرنا

- جشنواره بین‌المللی فیلم اینترداک، مسکو – ۲۰۲۰
  - حضور در بخش مسابقه
  - منبع – مؤسسه فردین

- جشنواره نیوجرسی (New Jersey Film Awards) – ۲۰۲۱
  - بهترین کارگردان برای اولین فیلم بلند
  - منبع – NJ Film Awards

## نمایش
این فیلم در تاریخ ۴ خرداد ۱۴۰۴ با همکاری گروه هنر و تجربه به صورت اکران خصوصی در پردیس سینمایی چارسو نمایش داده شد. مراسم اکران با حضور بازیگران، عوامل فیلم، منتقدان و جمعی از اهالی سینما برگزار شد.
- ایلنا – معرفی فیلم